# Denmark Juniors
Das Denmark Juniors ist im Badminton eine offene internationale Meisterschaft von Dänemark für Junioren. Es wurde erstmals 2021 ausgetragen, nachdem zuvor der traditionell ausgetragene Danish Junior Cup in Schwierigkeiten geraten war.

## Die Sieger
| Saison | Herreneinzel        | Dameneinzel             | Herrendoppel                            | Damendoppel                                     | Mixed                               |
| ------ | ------------------- | ----------------------- | --------------------------------------- | ----------------------------------------------- | ----------------------------------- |
| 2021   | Ayush Shetty        | Sirada Roongpiboonsopit | William Kryger Boe Christian Faust Kjær | Meilysa Trias Puspita Sari Rachel Allessya Rose | Hjalte Johansen Emma Irring Braüner |
| 2022   | Mads Emil Monke     | Lærke Thomsen           | Mads Emil Monke Calvin Lundsgaard       | Anne Mouritsen Amanda Aarrebo Petersen          | Calvin Lundsgaard Lærke Thomsen     |
| 2023   | Sebastian Mikkelsen | Kajsa van Dalm          | Mads Andersson Philip Kryger Boe        | Naja Abildgaard Anna-Sofie Nielsen              | Mads Andersson Anna-Sofie Nielsen   |
| 2024   | Philip Kryger Boe   | Athene Lyduch Thornhild | Mads Andersson Philip Kryger Boe        | Shreya Hochscheid Sophie Stern                  | Aske Rømer Jasmin Willis            |